# Tulio Larrínaga
Tulio Larrínaga (Trujillo Alto, 15 de enero de 1847 – San Juan, 28 de abril de 1917) fue un ingeniero civil y político puertorriqueño, segundo comisionado residente de la isla en la Cámara de Representantes de los Estados Unidos.

## Biografía
Asistió al Seminario Conciliar de San Ildefonso en San Juan, Puerto Rico. Estudió ingeniería civil en el Instituto Politécnico en Troy, Nueva York y, en 1871, se graduó de la Universidad de Pensilvania en Filadelfia. Ejerció su profesión en los Estados Unidos durante algún tiempo, regresando a Puerto Rico en 1872, donde fue nombrado arquitecto de la ciudad de San Juan. En 1880, construyó el primer ferrocarril en Puerto Rico e introdujo material rodante estadounidense en la isla. Durante diez años fue el ingeniero jefe de las Obras Provinciales. Durante esos años mejoró las infraestructuras de la isla, construyendo un acueducto, carreteras y puertos.
Su participación política comenzó en 1898, cuando fue nombrado secretario del Interior adjunto en el gobierno autonomista bajo bandera española, previo al estallido de la guerra hispano-estadounidense. Dos años más tarde, fue enviado como delegado a Washington, D. C. por su partido.
Se desempeñó como miembro de la cámara de delegados del distrito de Arecibo en 1902. En 1904, fue elegido comisionado residente en los Estados Unidos por el Partido Unión de Puerto Rico, fundado ese mismo año. Fue reelegido dos veces, desempeñándose desde el 4 de marzo de 1905 hasta el 3 de marzo de 1911. También fue delegado de los Estados Unidos en la Tercera Conferencia Panamericana celebrada en Río de Janeiro en 1906.
En la Cámara de Representantes, propuso enmendar la Ley Foraker para garantizar la ciudadanía estadounidense a los puertorriqueños, sin tener éxito. También solicitó al Congreso fondos para el mantenimiento y mejora de los puertos de la isla. En mayo de 1909 declaró que metas de la Ley Foraker «nunca habían sido satisfechas», criticando que la isla aún no controlaba su propio gobierno.
En 1911, se desempeñó como miembro del consejo ejecutivo de Puerto Rico.
Después de dejar la carrera política retornó a la ingeniería civil en San Juan, donde falleció en 1917. Fue enterrado en el Cementerio Municipal de Santurce.